# Clarence Erwin McClung

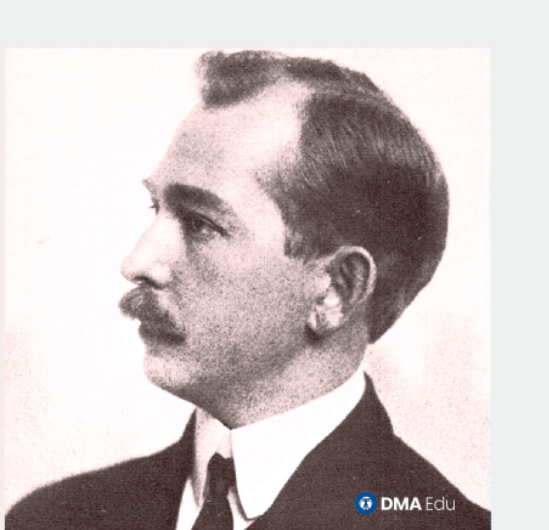
Clarence Erwin McClung

Clarence Erwin McClung (* 6. April 1870 in Clayton, Kalifornien; † 17. Januar 1946 in Swarthmore, Pennsylvania) war ein US-amerikanischer Zoologe, Paläontologe und Genetiker. Er entdeckte gemeinsam mit Hermann Henking (1858–1942) im Jahr 1891 die Geschlechtsbestimmung durch das X-Chromosom (in seiner Terminologie: the „accessory chromosome“). Auf den Arbeiten von Henking und McClung aufbauend, entdeckte Nettie Stevens im Jahr 1905, dass das Geschlecht bei Insekten durch unterschiedliche Chromosomen bestimmt wird, und lieferte damit einen entscheidenden Hinweis auf die Chromosomen-Theorie der Vererbung. Damit war um 1902 die Entstehung des weiblichen Geschlechts durch Mitwirkung des X-Chromosoms (und die des männlichen durch das Y-Chromosom) entdeckt.
McClung führte im Jahr 1900 den Terminus technicus Chromatid in die Genetik ein.

## Beruflicher Werdeweg
McClung absolvierte zunächst eine öffentliche High School in Columbus, Kansas. 1892 erwarb er sich einen Abschluss der University of Kansas School of Pharmacy. Für ein Jahr unterrichtete er dann Chemie und Pharmazie. Anschließend schrieb er sich an der University of Kansas zum Studium der Zoologie ein. Dort studierte er bei Samuel Wendell Williston (1852–1918). Er erwarb 1896 den B.A., 1898 den M.A. und 1902 den Ph.D. Zusätzlich studierte er bei Edmund B. Wilson (1856–1939) an der Columbia University und bei William Morton Wheeler (1865–1937) an der University of Chicago. 1898 wurde er an der University of Kansas Assistenzprofessor der Zoologie, 1901 außerordentlicher und 1906 ordentlicher Professor. Unter seinen Studenten befand sich Walter Stanborough Sutton (1877–1916), der von 1902 bis 1912 ebenfalls der University of Kansas als Kurator der paläontologischen Sammlungen und von 1902 bis 1906 als Dekan der medizinischen Schule diente. Von 1912 bis zu seiner Pensionierung 1940 leitete McClung die zoologischen Laboratorien der University of Pennsylvania.
1920 wurde McClung in die National Academy of Sciences gewählt.